# 미닉스
미닉스(MINIX)는 유닉스 계열 운영 체제의 하나다. 1987년 네덜란드의 암스테르담 자유대학교에 재직하던 교수 앤드루 타넨바움(Andrew Tanenbaum)이 교육용으로 개발하였다. 미닉스는 리눅스 커널의 창조에 영감을 주었다. 미닉스(Minix)라는 명칭은 미니멀(minimal)과 유닉스(Unix)로부터 비롯되었다. BSD 라이선스 아래 출시된, MINIX는 자유/오픈 소스 소프트웨어다.
미닉스 3는 기존의 MINIX1,2와 달리 본격적인 운영 체제로서 작성되었으며 리눅스 등의 기존 운영 체제와 경쟁하고 있다.

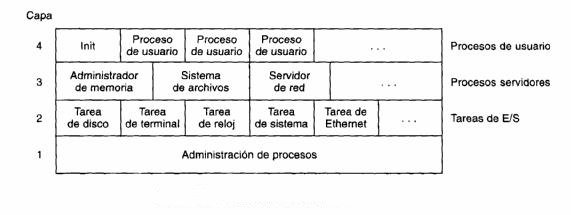
Estructura MINIX

## 구현체
- 미닉스 1.0
- 미닉스 1.5
- 미닉스 2.0
  - Minix-vmd
- 미닉스 3
  - 같이 보기 : EDE

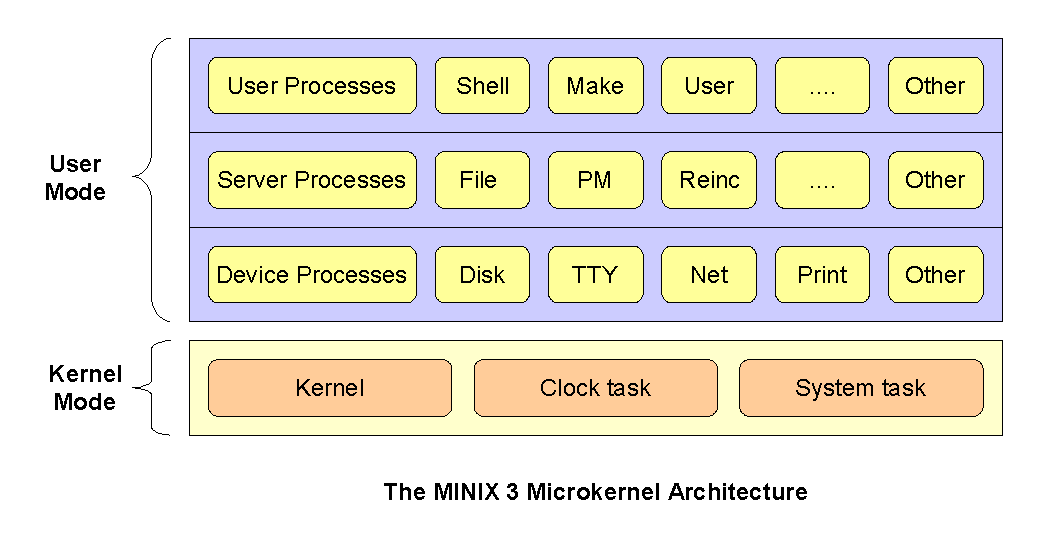
The MINIX 3 Microkernel Architecture
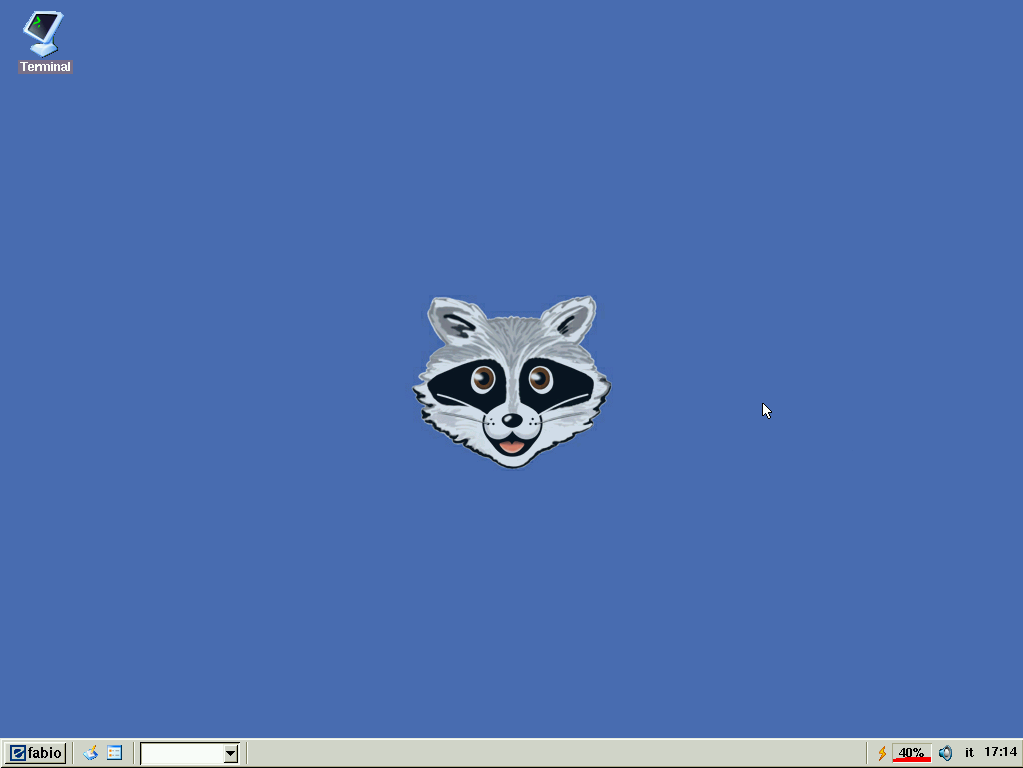
MINIX 3.1.7 running X11 with the EDE
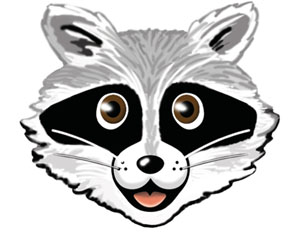
Rocky Raccoon, the mascot of Minix 3.

## 같이 보기
- 레독스 OS
- Xinu
- Xv6